# Râul Cladovița
Râul Cladovița este un curs de apă, afluent al râului Cladova. 